# Chi Thông thiên
Thevetia là chi thực vật có hoa trong họ Apocynaceae.

## Hình ảnh

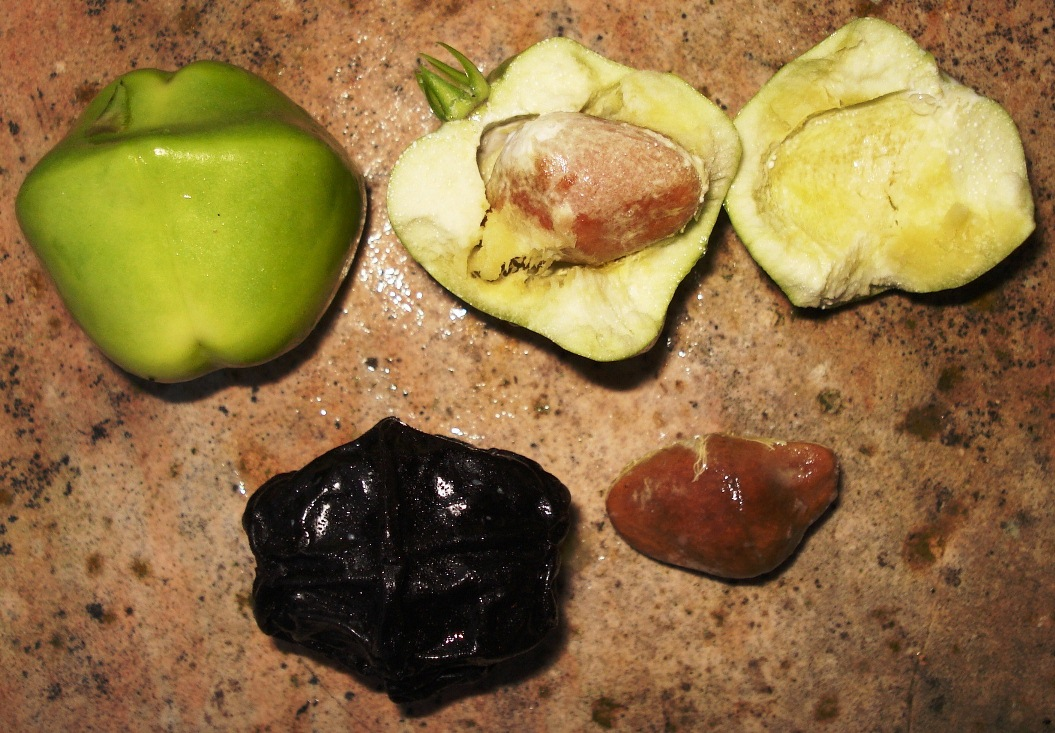
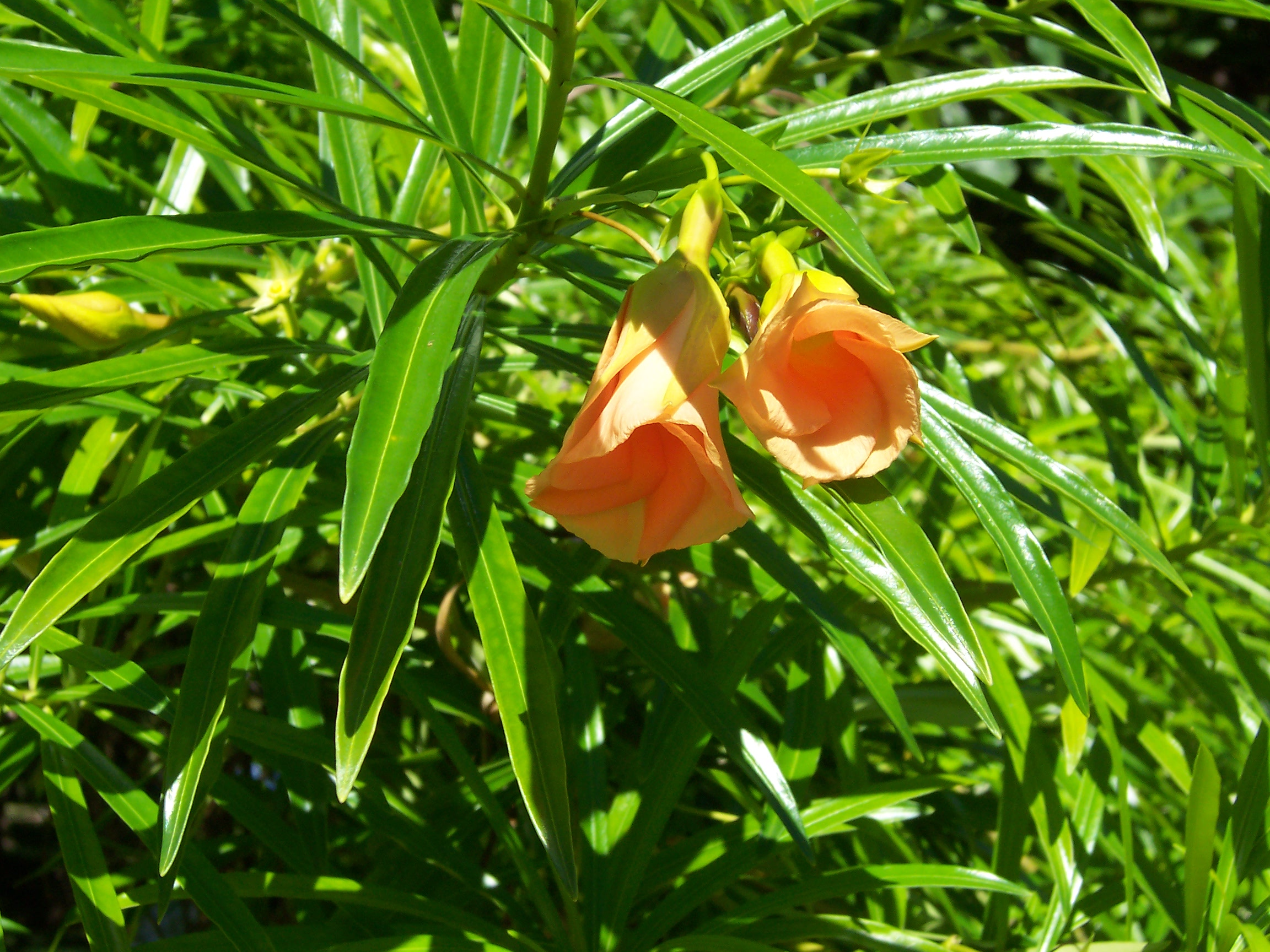
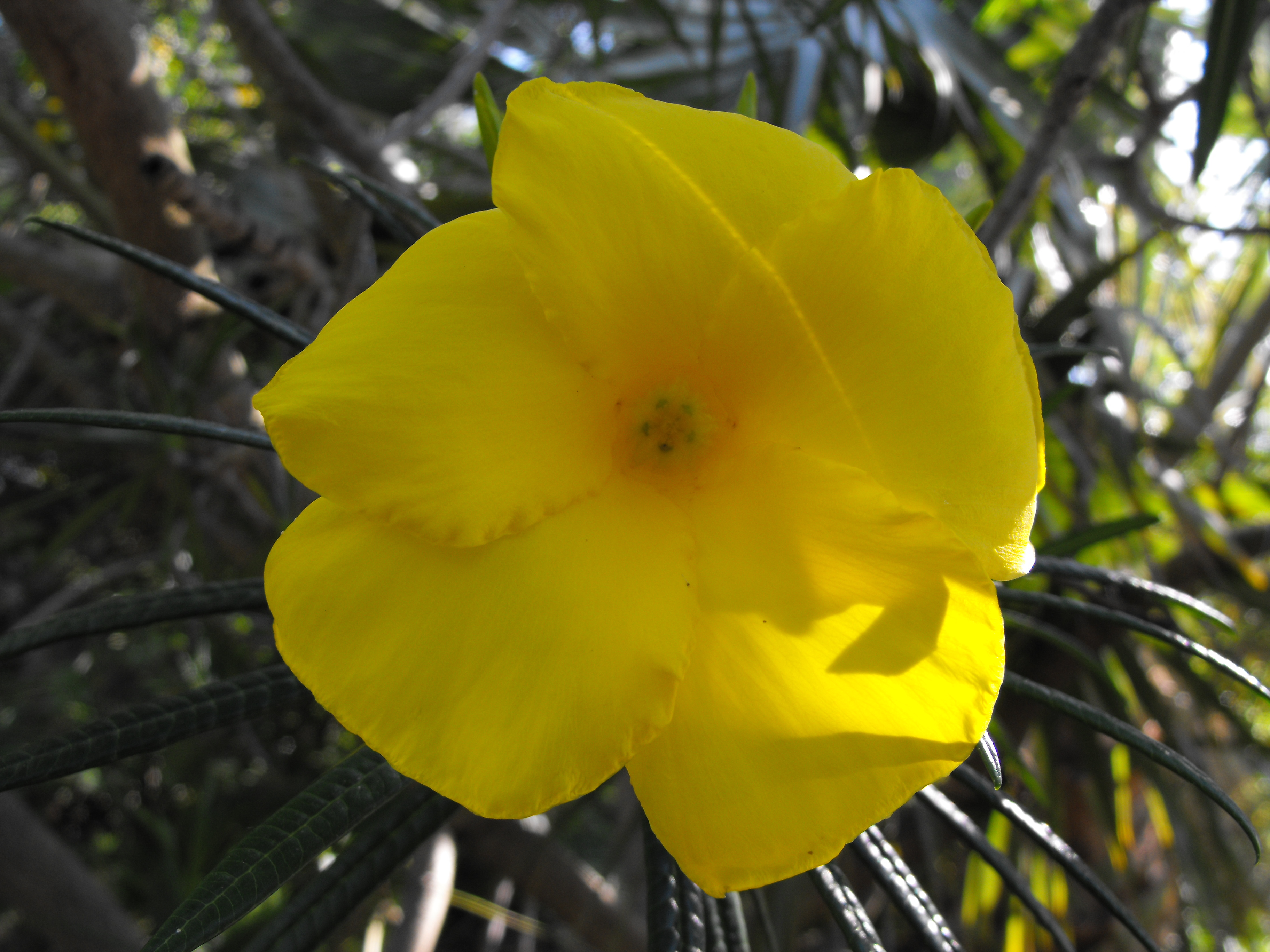